# Miniopterus medius
Miniopterus medius é uma espécie de morcego da família Miniopteridae. Pode ser encontrada na Indonésia, Malásia e Tailândia, possivelmente em Papua-Nova Guiné e Ilhas Salomão.